# U 305
U 305  war ein deutsches U-Boot des Typs VII C. Es wurde von der Kriegsmarine während des U-Boot-Krieges im Zweiten Weltkrieg im Nordatlantik eingesetzt.
U 305 wurde am 17. Januar 1944 südwestlich von Irland an dem zusammengefassten Geleiten ON 65/ KMS 39 durch den britischen Zerstörer Wanderer und die Fregatte Glenarm geortet und nach stundenlanger Wasserbombenverfolgung um 20:56 h durch eine Hedgehog-Wasserbombensalve 49º39'N 20º10'W versenkt. Die gesamte Besatzung von 51 Mann ist gefallen.

## Flottillenzugehörigkeit
Ab September 1942 gehörte U 305 zur 8. U-Flottille, einer Ausbildungsflottille, die in Danzig stationiert war. Kommandant Bahr unternahm bis zum Februar 1943 von hier aus Ausbildungsfahrten in der Ostsee zum Training der Besatzung. Ab dem 1. April 1943 war das Boot der 1. U-Flottille unterstellt, die im nordfranzösischen Atlantikhafen Brest stationiert war, wo das Boot am 12. März eintraf. Von hier lief Kommandant Bahr zu drei weiteren Feindfahrten aus.

## Einsatz und Geschichte
Am 27. Februar lief U 305 von Kiel zu seiner ersten Unternehmung aus.  Als Teil der U-Bootgruppe Stürmer traf das U-Boot am 17. März 1943 auf den Geleitzug SC 122, aus dem Kommandant Bahr am Abend des 17. März die britischen Handelsschiffe Zouave (Lage) und Port Auckland (Lage) versenkte. U 305 hielt danach noch bis zum Abend des 18. März Kontakt zu dem Geleit, wurde aber durch alliierte Flugzeuge immer wieder zum Tauchen gezwungen und konnte keine weiteren Angriffe unternehmen.

### U-Bootgruppe Mosel
Die erste Unternehmung von Brest aus begann am 12. Mai 1943 und führte in den Nordatlantik. U 305 wurde der U-Bootgruppe Mosel zugeteilt, die nach den von Karl Dönitz entwickelten Maßgaben der Rudeltaktik Jagd auf alliierte Geleitzüge machte. Nach Auswertung von Informationen des deutschen B-Dienstes, die einen HX-Geleitzug ankündigten, wurde die U-Bootgruppe Mosel südlich von Grönland in Stellung gebracht. Noch während sich die deutschen Boote sammelten, wurden einige bereits von alliierten Streitkräften entdeckt und attackiert. Am 22. Mai 1943 überstand das U-Boot einen zweistündigen Angriff von Flugzeugen des amerikanischen Geleitflugzeugträgers USS Bogue, der zur Geleitsicherung eines anderen Konvois gehörte. Das Boot wurde hierbei so stark beschädigt, dass Kommandant Bahr nach Brest zurückkehren musste, wo U 305 am 1. Juni eintraf.

### U-Bootgruppe Leuthen
Am 8. August brach Kommandant Bahr zu seiner dritten Feindfahrt mit diesem Boot auf. Vorgesehenes Operationsgebiet war wiederum der Nordatlantik. Vom 18. bis zum 23. September 1943 war U 305 Teil der aus 20 U-Booten bestehenden Gruppe „Leuthen“, die eingesetzt wurde, um Jagd auf die Konvois ON 202 und ONS 18 zu machen. Am 20. September versenkte Kommandant Bahr den kanadischen Zerstörer St Croix. Am 22. Oktober lief U 305 wieder in Brest ein.

### U-Bootgruppe Borkum
Das Boot lief am 8. Dezember 1943 von Brest aus zu seiner letzten Unternehmung aus. U 305 war der U-Bootgruppe Borkum zugeteilt und geriet bereits bei der Anfahrt zur vorgesehenen Position in Gefechte. Am 24. Dezember attackierte Kommandant Bahr die Sicherungsgruppe des Geleitflugzeugträgers Card und am 2. Januar einen weiteren unidentifizierten Zerstörer. Am 3. Januar überstand das Boot einen Luftangriff. Am 6. Januar entdeckte Kommandant Bahr spätnachts mehrere Geleitschiffe, die zur Eskorte der Geleitzüge OS 64 und KMS 38 gehörten, und griff sie an. Dabei versenkte er die britische Fregatte Tweed (Lage). Die alliierten Kriegsschiffe konnten im Laufe der Rettungsmaßnahmen lediglich 44 Besatzungsmitglieder der Tweed retten. U 305 verlor einen seiner Offiziere. Am 15. Januar meldete Kommandant Bahr der U-Bootführung, dass er sich nicht, wie befohlen, der U-Bootgruppe Rügen anschließen würde, sondern die Unternehmung beenden und zum Stützpunkt zurückkehren will. Bahr gab keine Gründe für seinen Entschluss an. Der britische Historiker Clay Blair sieht Treibstoff- und Torpedomangel als Bahrs Gründe an.

### Versenkung

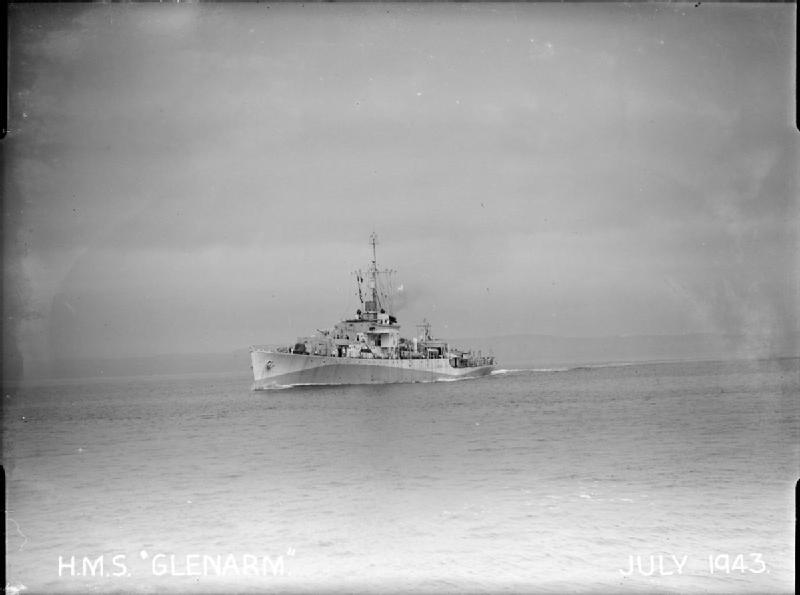
HMS Glenarm

Der letzte Kontakt zwischen U-Bootführung und U 305 bestand am 15. Januar 1944, als Kommandant Bahr per Funk seine Absicht mitteilte, zum Stützpunkt zurückzukehren, wo das Boot am 20. Januar erwartet wurde, aber nicht eintraf. Lange Zeit bestand die Annahme, dass U 305 mm 17. Januar 1944 von einer britischen „Hunter-Killer-Group“ entdeckt und versenkt wurde. Die Gruppe bestand aus fünf Kriegsschiffe und wurde von der britischen Fregatte HMS Glenarm angeführt. Der britische Zerstörer HMS Wanderer  erhielt Sonarkontakt und attackierte das vermutete U-Boot mit Wasserbombensalven eines Hedgehog-Granatwerfers. Nachdem die Wanderer aufgrund von Sonardaten die Versenkung eines U-Bootes gemeldet hatte, wiederholte die Glenarm den Angriff nochmals, ebenfalls mit Hedgehog-Salven, bestätigte die Versenkung und befahl der gesamten Gruppe, abzulaufen. Reginald Whinney, Kommandant der Wanderer war jedoch vom Erfolg der Angriffe nicht überzeugt. Die Wanderer führte dementsprechend einen konventionellen Wasserbombenangriff durch, in dessen Folge Sinkgeräusche wahrgenommen wurden. Die britische Admiralität verzeichnete eine Versenkung, die sie zu gleichen Teilen der Glenarm und der Wanderer zuschrieb. (49° 39′ N, 20° 10′ W) Neueren Erkenntnissen zufolge handelte es sich bei diesem Boot jedoch nicht um U 305, das bereits am 16. Januar vermutlich infolge einer Kollision mit einem kreislaufenden eigenen Torpedo gesunken war. Darauf deutet ein entsprechendes Notsignal hin, das an diesem Tag sowohl von deutschen als auch von alliierten Stationen empfangen wurde.

## Besatzung (51 Mann)

### Kommandant
- Kapitänleutnant Rudolf Bahr

### Wachoffiziere
- Leutnant zur See Gernoth Thiel (November 1942 bis Februar 1943)
- Leutnant zur See Helmut Bogatsch
- Leutnant zur See Gerhard Dohrmann
- Leutnant zur See Hermann Sander

### Wach Offizier-Schüler
- Fähnrich zur See Wolfgang Jacobsen (Februar bis Juni 1943).
- Fähnrich zur See Horst Jäger (1. Unternehmung).

### Leitender Ingenieur
- Oberleutnant Ing. Ernst Brenner
- Ober Maschinist Karl Brummer
- Ober Maschinist Heinz Randt

### Bordarzt
- Marine Stabsarzt Dr. Günter Loytved

### Obersteuerleute
- Obersteuermann Friedrich Migge